# Département de la Boumba-Ngoko
Département de la Boumba-Ngoko är ett departement i Kamerun.   Det ligger i regionen Östra regionen, i den sydöstra delen av landet, 400 km öster om huvudstaden Yaoundé.
```
sen dog alla under andra världskriget 
```